# ラモセトロン
ラモセトロン（Ramosetron）とは悪心や嘔吐の治療に用いられるセロトニン5-HT3受容体拮抗薬の一つである。

## 塩酸塩
ラモセトロン塩酸塩 (ラモセトロンえんさんえん、ramosetron hydrochloride) は、セロトニン5-HT3受容体拮抗剤 (5-HT3 antagonist) 。分子式は C17H17N3O•HCl。外見は白色または微帯黄色の結晶。
日本や一部の東南アジアでのみ認可されている。日本ではアステラス製薬から制吐薬ナゼア (Nasea)、下痢型過敏性腸症候群治療薬イリボー（Irribow）として製造販売されている。

### ナゼア
効能または効果
抗悪性腫瘍剤投与に伴う消化器症状（悪心、嘔吐）
用量・用法
通常成人には、0.3mgを1日1回静脈内投与または1日1回0.1mgを経口投与する。なお、年齢・症状に応じて適宜増減する。ただし、1日量として0.6mgを超えないこととする。
種類
OD錠0.1mg、注射液0.3mg
副作用
市販後の調査での副作用発現率は7%前後であった。重大な副作用はショック、アナフィラキシー様症状とされている。

### イリボー
効能または効果
下痢型過敏性腸症候群
用量・用法

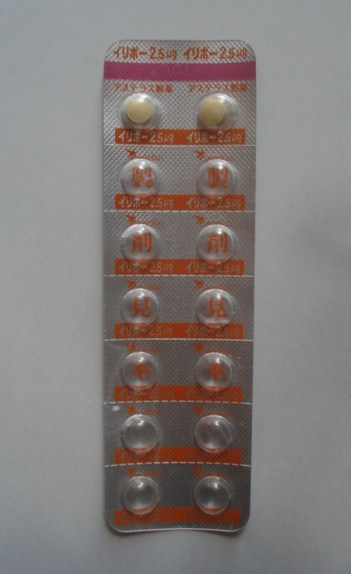
イリボー製剤見本

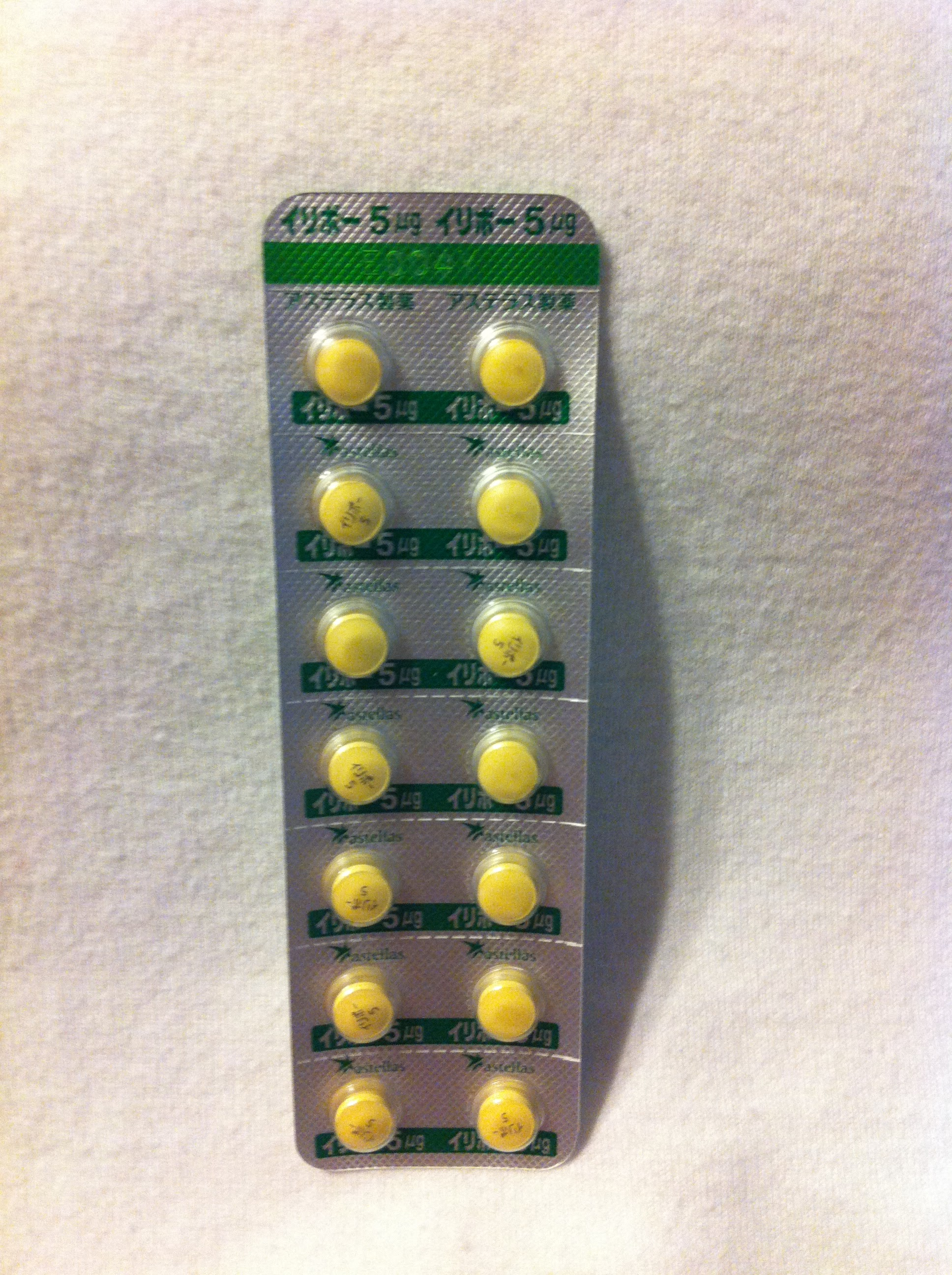
イリボー 5µg錠剤 （アステラス製薬製、日本国内版）

通常男性には、1日1回5µgを経口投与する。なお、年齢・症状に応じて適宜増減するが、1日量は10µgを限度とする。

通常女性には、1日1回2.5µgを経口投与する。なお、年齢・症状に応じて適宜増減するが、1日量は5µgを限度とする。
同一用量では女性でのCmaxとAUCは男性に比べて1.5倍と1.7倍となり有害事象が多い傾向が見られたので、臨床試験を再試行して用量が半量に設定された。
種類
錠剤:2.5µg、5µg
副作用
市販後の調査での副作用発現率は4.7%であった。重大な副作用はショック、アナフィラキシー様症状、虚血性大腸炎、重篤な便秘とされている。
海外で類薬による重篤便秘とその合併症（腸閉塞、イレウス、宿便、中毒性巨大結腸症、続発性腸虚血、腸管穿孔）が発生しており、死亡例もある。